# Feliks Dutkiewicz
Feliks Zdzisław Dutkiewicz (ur. 17 maja 1872 w Lublinie, zm. 25 maja 1932 w Warszawie) – polski sędzia, polityk, działacz społeczny, kierownik Ministerstwa Sprawiedliwości.

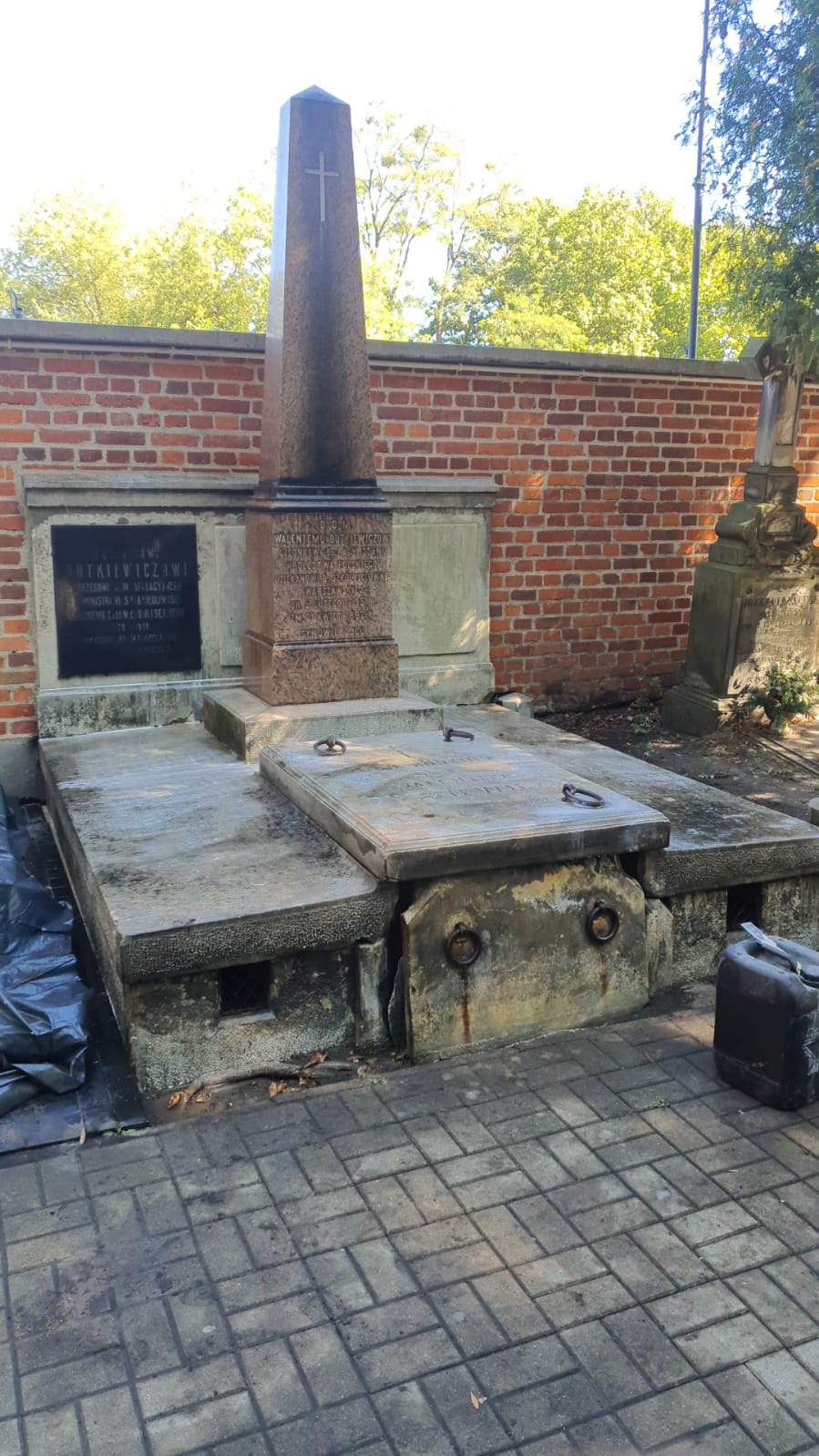
Grób Feliksa Dutkiewicza przed renowacją

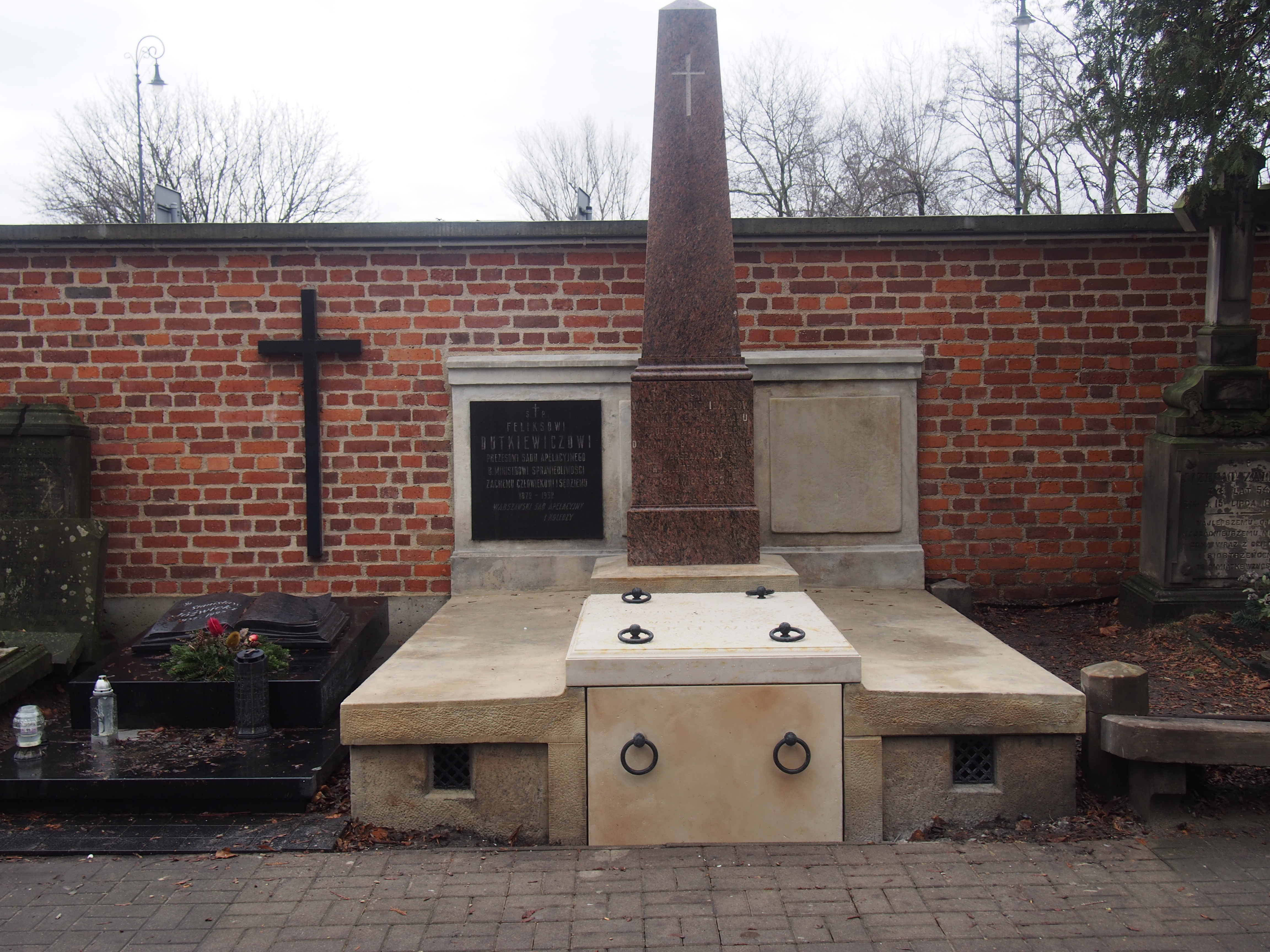
Grób Feliksa Dutkiewicza po renowacji (2023)

## Życiorys
Był synem lekarza Feliksa Bonifacego oraz Julii z domu Hajkowicz. W 1892 r. ukończył gimnazjum w Lublinie, po czym podjął studia prawnicze na Uniwersytecie Warszawskim. Podczas nich zaangażował się politycznie, stając się „Zetu”. W 1894 r. za udział w patriotycznej demonstracji został skazany na zesłanie do guberni ufimskiej. Po powrocie naukę na Uniwersytecie w Dorpacie. Tam kolejny raz został aresztowany, tym razem za kolportaż czasopisma „Przedświt”, a następnie deportowano do wschodniej Syberii. Dyplom finalnie uzyskał na Uniwersytecie w Kazaniu. Od 1904 r. pracował jako sędzia pokoju w Irkucku, Krasnojarsku i Kiszyniowie, gdzie zastał go wybuch rewolucji 1917 r. Został szefem miejscowej milicji, zaprowadzając na miejscu porządek.

W 1918 r. był posłem do besarabskiej Rady Kraju. 27 marca 1918, w dniu głosowania nad projektem przyłączenia Besarabii do Rumunii, jako przedstawiciel Polaków żyjących w regionie mówił:

Przykro mi, że w tak ważnym dla mołdawskiego narodu dniu zmuszony jestem mówić w języku rosyjskim, który był symbolem uciemiężenia tak mołdawskiego, jak i polskiego narodu. (...) W imieniu besarabskich Polaków w pełni popieram zjednoczenie Besarabii z Rumunią, jak tego chcą Mołdawianie, rdzenni mieszkańcy tego kraju.

### II Rzeczpospolita
Po powrocie do Polski w 1918 r. został wiceprezesem Sądu Okręgowego w Warszawie. Od września 1919 r. delegowany na stanowisko szefa sekcji wymiaru sprawiedliwości Zarządu Cywilnego Ziem Wschodnich. 15 listopada 1920 r. został wiceprezesem  Sądu Apelacyjnego w Warszawie, z krótką w 1924 r., kiedy od 13 kwietnia do 12 lipca pełnił obowiązki podsekretarza stanu w rządzie Władysława Grabskiego (w Ministerstwie Spraw Wewnętrznych). Odszedł ze stanowiska w następstwie krytyki, jaka spadła na MSW z tytułu działalności Policji Państwowej. Był najkrócej urzędującym, po Norbercie Barlickim, podsekretarzem stanu w tym resorcie.
W 1921 r. był członkiem sądu obywatelskiego w sprawie dotyczącej gen. Wiktora Niesiołowskiego, a w 1926 r. w sprawie ministra Józefa Radwana. Po przewrocie majowym wypowiadał się za zmianą konstytucji w kierunku wzmocnienia władzy wykonawczej. Przed wyborami parlamentarnymi, w grudniu 1927 r. został mianowany przez prezydenta Ignacego Mościckiego zastępcą Generalnego Komisarza Wyborczego Stanisława Cara. W przeciwieństwie do nominacji Cara powołanie Dutkiewicza było zgodne z prawem, gdyż znalazł się wśród kandydatów proponowanych przez Zgromadzenie Sędziów Sądu Najwyższego.  W styczniu 1929 r. awansował na prezesa Sądu Apelacyjnego w Warszawie. Stanowisko to piastował do śmierci z krótką przerwą w okresie, kiedy kierował resortem sprawiedliwości. Był też członkiem Zarządu Głównego Zrzeszenia Sędziów i Prokuratorów RP.

### Minister sprawiedliwości
29 grudnia 1929 r. został powołany na funkcję ministra sprawiedliwości i naczelnego prokuratora w piątym gabinecie Kazimierza Bartla. Premier bardzo intensywnie forsował Dutkiewicza na to stanowisko, aby pozbyć się z rządu Stanisława Cara.  
Jako minister akcentował znaczenie niezawisłego sądownictwa, jak również pewnej liberalizacji względem mniejszości narodowych. Jego urzędowanie określano jako odwilż w relacjach sanacji z opozycją. W jej ramach doprowadził do zmiany na stanowisku generalnego komisarza wyborczego, przyjęcia przez sejm ustawy z 12.02.1930 r. o ochronie wyborów przed nadużyciem władzy urzędników czy publikacji w „Dzienniku Ustaw” uchwały sejmowej z 19.09.1927 r. uchylającej rozporządzenie Prezydenta Rzeczypospolitej Polskiej z 10.05.1927 r. zmieniające niektóre postanowienia ustaw karnych o rozpowszechnianiu nieprawdziwych wiadomości i o zniewagach. Ponadto Dutkiewicza wydał instrukcję, dotyczącą zasad stosowania tymczasowego aresztu jako środka zapobiegawczego.  
Jego urzędowanie oraz polityka odprężenia zakończyła się wraz z dymisją rządu - 17 marca 1930 r.
Zmarł 25 maja w Warszawie i spoczął na cmentarzu Powązkowskim(kwatera pod murem IV-1-217, 218).
W 2022 z inicjatywy premiera Mateusza Morawieckiego, Fundacja „Stare Powązki” w ramach projektu odrestaurowywania grobów ministrów II RP, odnowiła miejsce pochówku Feliksa Dutkiewicza.

## Życie prywatne
Od 16.10.1930 r. był żonaty z Marią Antoniną z domu Leparską (lub Nowicką).

## Ordery i odznaczenia
- Krzyż Komandorski Orderu Odrodzenia Polski (7 listopada 1925)[9]